# Ivan Dvoršak
Ivan Dvoršak, slovenski fotograf in grafični oblikovalec, * 20. april 1934, Maribor, Kraljevina Jugoslavija, † 2013.
Večinoma je fotografiral v črno-beli tehniki. Na njegova zgodnja dela (fotomontaže, portreti, prizori iz vsakdanjega življenja) je vplivala nemška subjektivna fotografija, v zrelem obdobju po letu 1969 do začetka osemdesetih let je ustvaril tonsko reducirane temačne in samotne (pred)mestne krajine, na katera so posredno vplivala ekološka gibanja. Leta 1970 je prejel naziv umetnik Mednarodne zveze za umetniško fotografijo in postal mojstrski kandidat Fotografske zveze Slovenije. Uveljavil pa se je tudi na področju grafičnega oblikovanja. Oblikoval je zaščitne znake, športne, kulturne, politične in druge plakate.